# Anopheles ininii
Anopheles ininii este o specie de țânțari din genul Anopheles, descrisă de Georges Senevet și Emile Abonnenc în anul 1938.
Este endemică în French Guiana. Conform Catalogue of Life specia Anopheles ininii nu are subspecii cunoscute.